# Улица Асафа Зейналлы
Улица Асафа Зейналлы (азерб. Asəf Zeynallı küçəsi) — улица в Баку, в историческом районе Ичери-шехер (Старый город), от Башенной улицы до улицы Кичик Гала. Один из главных туристических маршрутов города.

## История
Названа в честь композитора Асафа Зейналлы (1909—1932).
Одна из старейших улиц города. До 1939 года называлась Большая Минаретская.
В советские времена одной достопримечательностей улицы являлась знаменитая на весь город «кебабная Мамедали»

## Застройка
д. 11 — Картинная галерея «Апшерон»

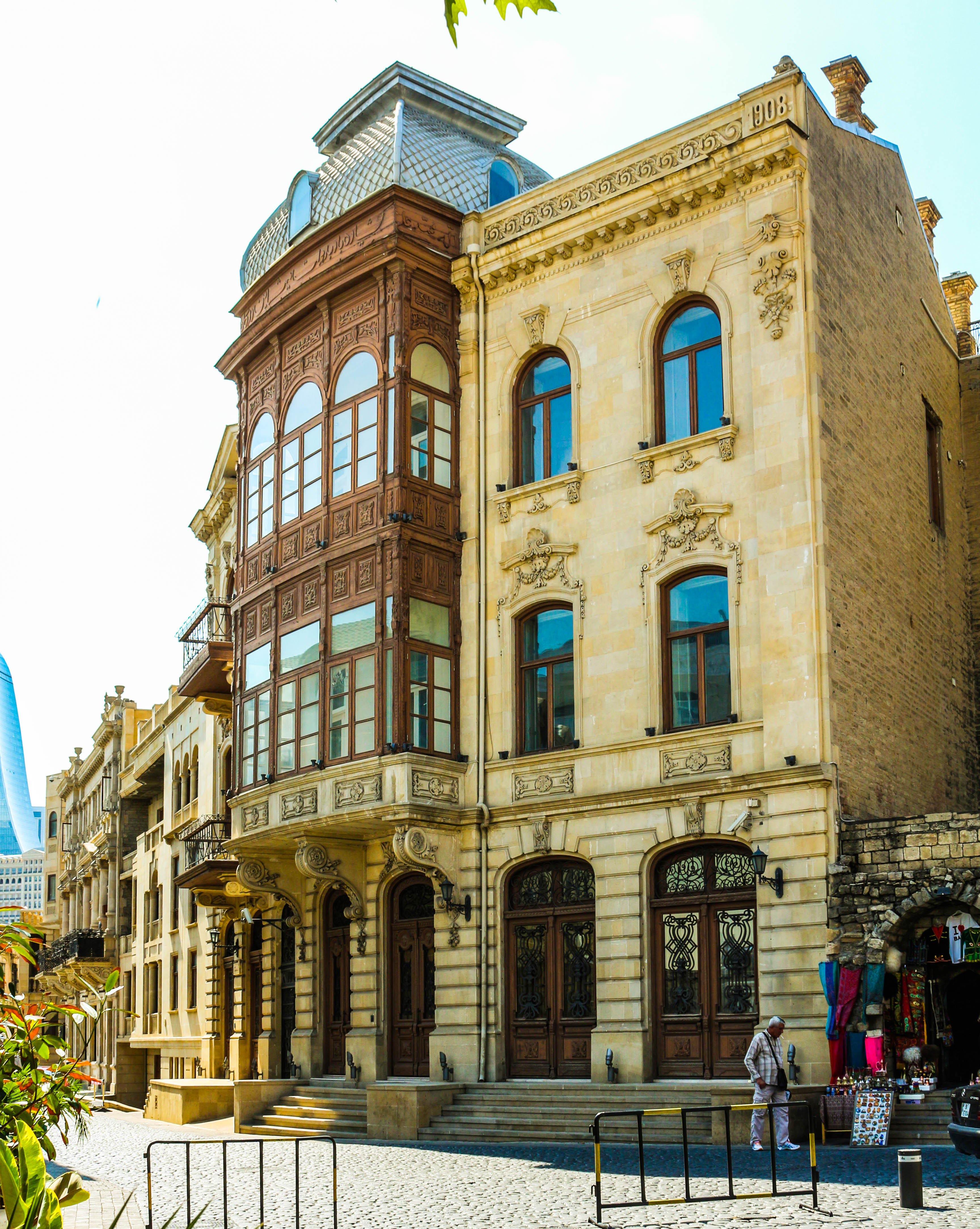
Бывший дом Гани Мамедова

д. 18 — Мечеть Сеид Яхья (начало XVII века)
д. 25 — Мечеть Шейха Ибрагима (начало XV века)
д. 39 — Мечеть Баба Кухи Бакуви
д. 45 — Дом Гани Мамедова (1908)
д. 49 — Джума мечеть
д. 53 — «Лезгинская» мечеть (Ашура-мечеть)
д. 63а — Мечеть-медресе
д. 65 — Управление заповедника «Ичери-Шехер»
д. 67 — Баня Гаджи Гаиба

## Достопримечательности

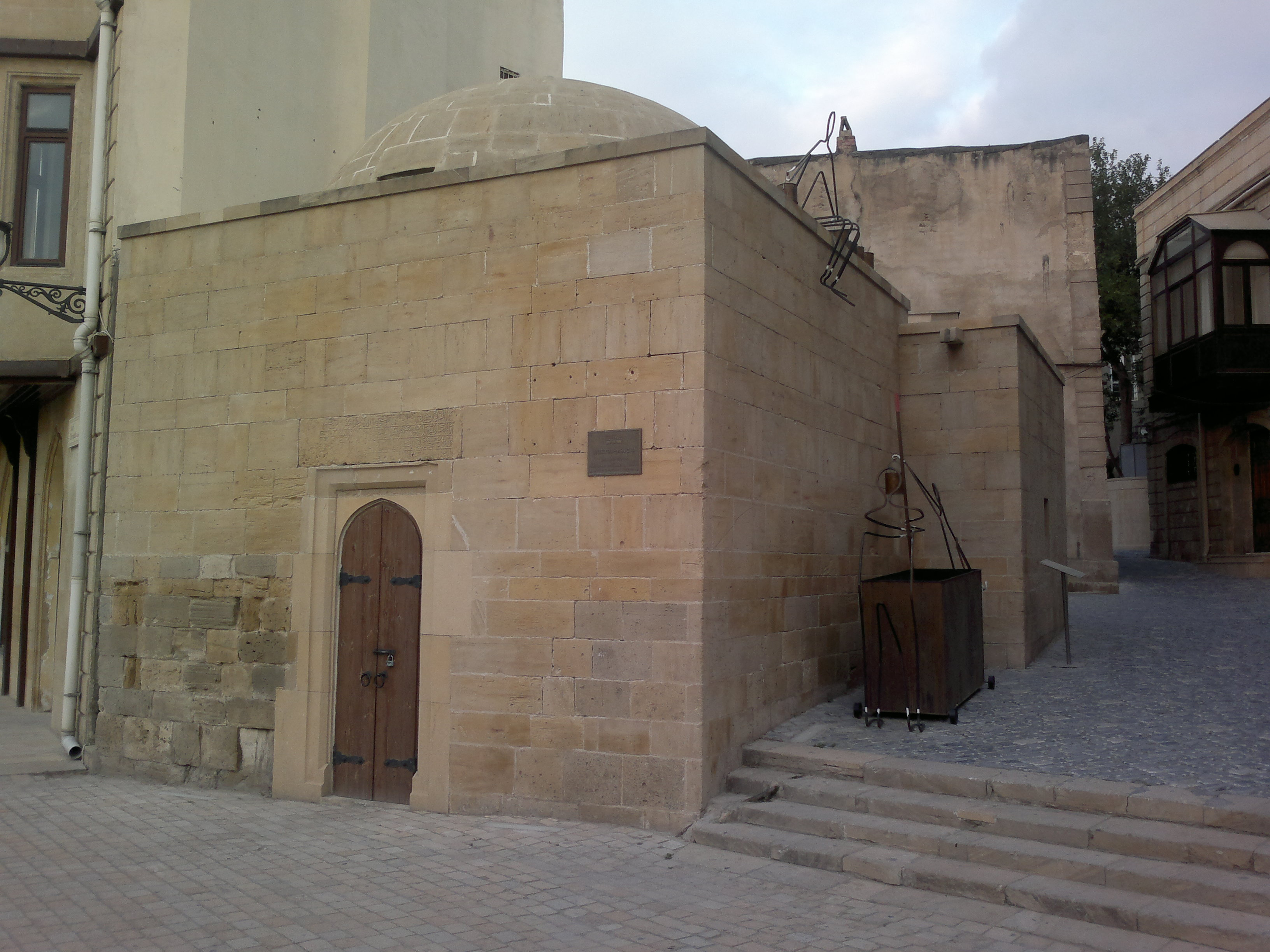
Инсталляция «Кирщики» на боковом фасаде здания мечети-медресе

На углу улицы с улицей Мирза Шафи находится инсталляция-памятник представителям одной из старых бакинских профессий — кирщикам (мастерам покрытия крыш домов особым материалом на основе нефти — киром). Автор инсталляции художник Нияз Наджафов хотел напомнить об исчезнувшей, а когда-то очень важной, городской профессии. Согласно мысли автора инсталляции рабочий-кирщик на крыше дома ждёт, когда по веревке напарник передаст ему ведро с кипящим киром.

## Улица в кинематографе

Кадр из фильма Бриллиантовая рука

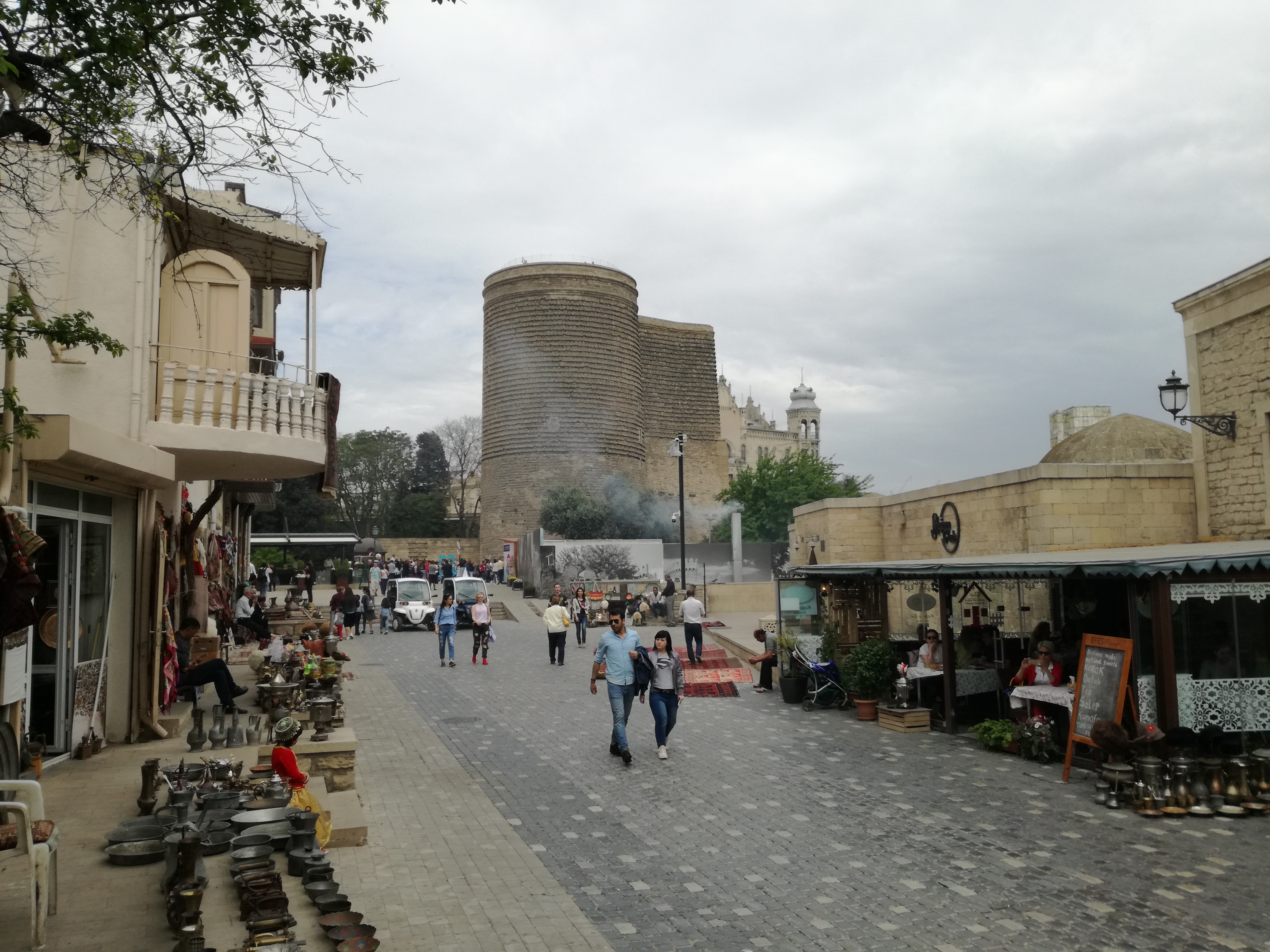
Современный вид улицы

На улице снят ряд эпизодов заграничного путешествия Горбункова в фильме «Бриллиантовая рука» : автомобиль контрабандистов мчится по этой улице в самом начале фильма, полицейский регулирует уличное движение, в перспективе улицы видна Девичья башня, с других ракурсов видны детали дома Гаджи Мамедова у перекрестка с улицей Бёюк Гала, Семён Семёнович делает фотографии не сняв крышку с объектива фотоаппарата, над его плечом хорошо виден минарет Джума-мечети.

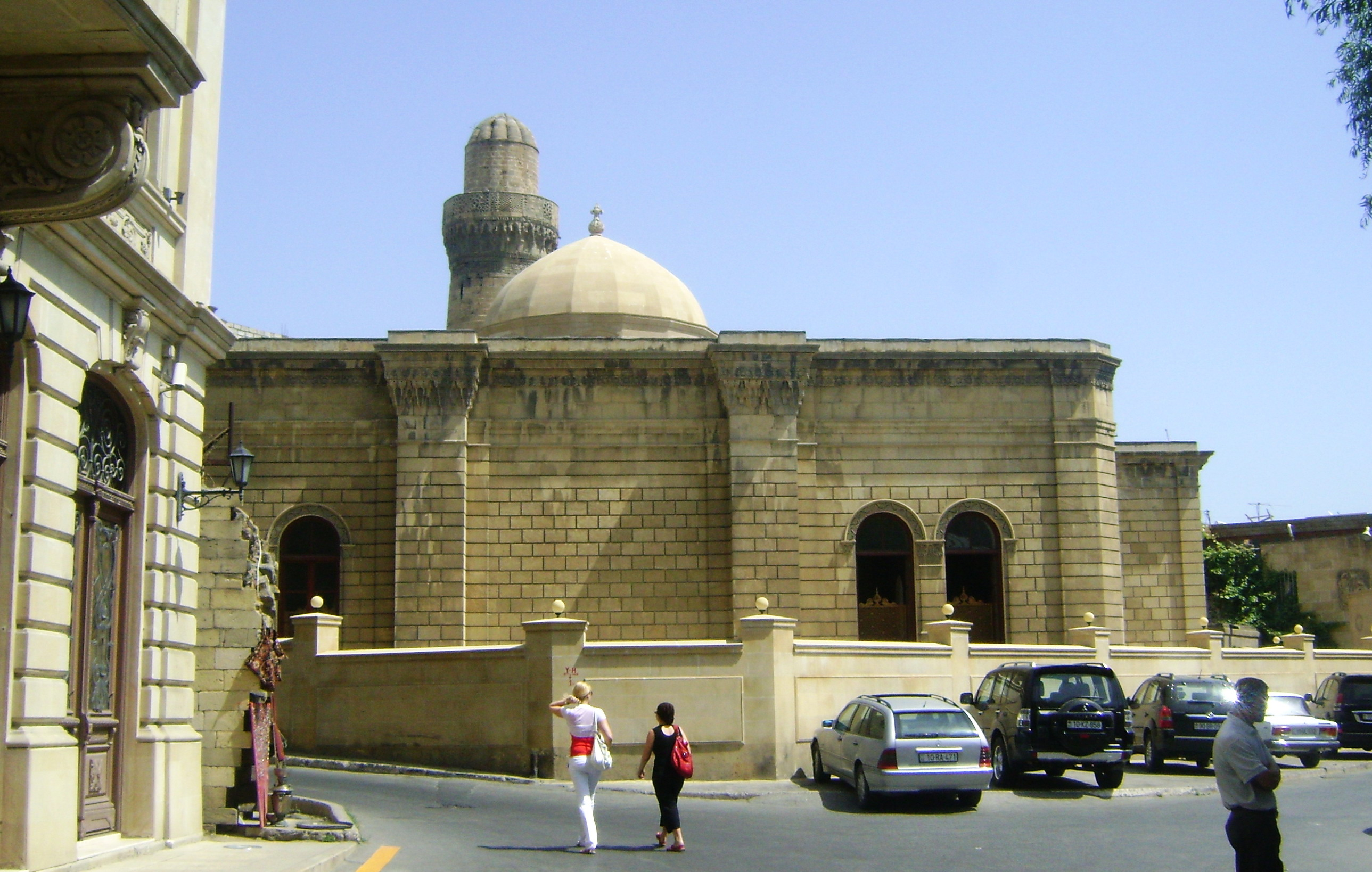
Улица Асафа Зейналлы. Джума-мечеть

В фильме «Тегеран-43» Баку выступал в роли Тегерана. Часть съемок была проведена на улице Асафа Зейналлы (хорошо различима Джума-мечеть).